# Антонін Ванічек
Антонін Ванічек (чеськ. Antonín Vaníček, нар. 22 квітня 1998, Прага, Чехія) — чеський футболіст, півзахисник клубу «Млада Болеслав».
На правах оренди грає в клубі «Вікторія» (Жижков).

## Ігрова кар'єра

### Клубна
Антонін Ванічек є вихованцем столичного клубу «Богеміанс 1905». 30 липня 2017 року футболіст провів першу гру в основі «Богеміанса», коли вийшов у стартовому складі на матч чемпіонату Чехії проти празької «Спарти». Першу половину сезону 2021/22 Ванічек провів в оренді в клубі «Яблонець». 
Провівши в складі «Богеміанса» понад сто матчів, влітку 2022 року Ванічек як вільний агент перейшов до клубу «Млада Болеслав», підписавши з клубом контракт до 2025 року. Перед початком сезону 2024/25 півзахисник відправився в оренду в клуб Другого дивізіону «Вікторія» (Жижков).

### Збірна
У складі юнацької збірної Чехії (U-17) у 2015 році Антонін Ванічек брав участь у юнацькому чемпіонаті Європи в Болгарії.
У 2021 році Ванічек грав на молодіжному чемпіонаті Європи в Угорщині та Словенії.